# 中原麻衣
中原麻衣（日语：／ Nakahara Mai，1981年2月23日—），日本女性聲優、歌手。現在是I'm Enterprise旗下的聲優。身高為161cm，血型為AB型。出身於福岡縣北九州市。擁有資格：商業簿記2級、珠算1級、劍道初段。興趣是料理。粉絲間的愛稱有。

## 介紹

### 來歷
小時候經常搬家，但仍能清楚記得什麼時期居住在什麼地方。從幼兒直至中學三年級第2學期約10年，都是跟祖母住在愛媛縣西宇和郡伊方町。因此在出演時，表示出自己對愛媛豐富的知識。
受到《七海的堤可》的影響，從小學5年級就立志成為配音員，初中畢業時向父母表示「希望能進入聲優訓練學校」。後來在父母的勸告下高中畢業，18歲時一人從九州搬至東京，在沒有兩親的援助下過著一邊從事醫療事務的職員工作，一邊在聲優訓練學校上課，每天都抑鬱着的生活。本人說自己當時非常希望當配音員。
在日本旁白演技研究所就讀基礎科時，參加關聯會社的面試並合格，被I'm Enterprise錄用。在2000年10月作為電台節目『VOICE CREW』的第7代主持人被起用。
2001年聲演的路人B，並於2002年以七人之奈奈中奈奈一角正式於動畫界出道。同年開始聲演《魔法小米路》的主角南楓，這長達3年半的長期系列作品成為中原麻衣初期的代表作。其後，2004年的《舞-HiME》，2006年的《暮蟬悲鳴時》，2007年的《CLANNAD》等動畫作品都擔任著主角。

### 特色
當初成為聲優時多於個人電台活動。
從聲演『暮蟬悲鳴時』的龍宮禮奈，『舞-HiME』的鴇羽舞衣中，得到了「擅長狂怒的聲音」的評價。聲演的多為動畫的主角，角色比如傲嬌、女王系、病弱、黑化等形形色色的角色也聲演過。
就讀聲優訓練學校的時期被說「妳的聲音只能當配角」。但是，除了出道作外聲演的角色為主角的都壓倒性地多。

### 歌手及其他活動
唱的多為動畫或遊戲的角色歌曲。2002年與曾參與七人之奈奈的聲優水樹奈奈、秋田圓、淺木舞、名塚佳織、福井裕佳梨和桃森すもも組成「nanaxnana」的組合，並歌唱此作品的主題曲。又以自己作領導，與植田佳奈、斎藤千和、森永理科結成名為『JUICE』的組合，2004年起與清水愛組成「PoppinS」、「中原麻衣&清水愛」。
2004年起展開個人歌手的活動。直至2008年6月共推出了9枚CD。
2006年到台灣的同人活動出席嘉賓。
2007年出演以廣播員訓練學校為舞台的電視劇以嘉賓形式出演讀原稿，教授演技的配音員「中原麻衣」。

### 人物
- 手腳長的苗條體型，經常被稱為模特兒體型。
- 非常喜歡狗，愛犬是。
- 醉酒時會說出「你幸福嗎？」、「不想回家」等話。
- 父親相同的血型(血型AB型)

### 人際關係
自《妄想科学》和《星空的邂逅2》起，中原與清水愛在動畫及電台的共演作品就非常的多。2人的關係在公在私亦非常良好，在清水愛的日記也可常看到有關中原的事，亦曾一起推出過聲優CD。
同經紀公司的田村由香里在自己的電台節目表示中原麻衣服裝誘人，會使自己變得緊張。田村由香里甚至稱讚她「很會打扮而且全都很可愛」。
與植田佳奈的感情非常好。其餘的親交有高橋美佳子、新谷良子、渡边明乃、釘宮理惠、生天目仁美、松来未祐等。

## 參與作品

### 電視動畫
※粗體字為主要角色
2002年
- 七人之奈奈（ナナさま）
- 少年偵探～推理之絆～（白長谷小夜子）
- 超重神GRAVION（愛娜）
- .hack//黄昏腕輪傳說（國崎玲奈）
- 魔法咪路咪路系列（南楓）
- 圓盤皇女（脇谷愛子 等）

2003年
- 拜託了雙子星（宮藤深衣奈）
- 百變之星（王梅）
- 神魂合體（葵杏奈）
- 偵探学院Q（冰川美鈴）
- 蒲公英之戀（明日香）
- 鼻毛真拳（メンマ）
- 鼠輩怪盜（柿生葉月）
- 魔偵探洛基（詩蔻蒂）
- 愛的魔法（山瀨千早）
- 美鳥日記（春日野美鳥）
- 妄想科學美少女（夏輪ひまわり）
- 圓盤皇女 十二月的夜想曲（脇谷愛子 等）

2004年
- 巖窟王（珮波）
- （蜜）
- 神魂合體 SECOND SEASON（葵杏奈）
- DearS（ミゥ（シーアノスタルレンナグレグユグ·タナスト·ァウセーム·ルキ·ミゥ））
- 光與水的女神（水樹マイ）
- 忘卻的旋律（園田エル）
- 舞-HiME（鴇羽舞衣）
- 超重神GRAVION第二部（愛娜）

2005年
- （高原舞子）※第8話
- 極樂天師（南部千歲）
- （神海那美）
- Keroro軍曹（芋碁理惠）※第81集
- 到另一个你的身边去（二条雪惠）
- （弁天お菊（新須川菊））
- 鼻毛真拳（豆芽菜）
- 舞-乙HiME（鴇羽舞衣）

2006年
- 極樂天師 喝!!（南部千歲）
- ARIA The NATURAL（月夜）※第9集
- 傳頌之物（柚葉）
- 陰守忍者（紺若由奈）
- 草莓危機（蒼井渚砂）
- 战吼（美咲七波）
- 娇蛮之吻（霧夜艾莉卡）
- 暮蟬悲鳴時（龍宮礼奈）
- 魔法美少女（吉川舞夏）
- 甜蜜偶像（桐生琴葉）
- 完美小姐進化論（笠原乃依）

2007年
- 偶像大師 XENOGLOSSIA（秋月律子）
- 花鈴的魔法戒（花園花鈴）
- 鬼太郎第5期（里奈）
- sola（森宮蒼乃）
- 魔法少女奈葉StrikerS（緹雅娜·蘭斯特、拉古娜·格蘭修尼克）
- 君吻（栗生惠）
- 暮蟬悲鳴時·解（龍宮礼奈）
- CLANNAD（古河渚）
- Myself ; Yourself（星野愛紗美）
- BAMBOO BLADE（小田島禮美）

2008年
- 女神異聞錄 ～三位一體之魂～（守本叶鳴）
- 狼與辛香料（諾兒菈·艾倫）
- 吸血鬼騎士（紅 瑪利亞）
- 吸血鬼騎士 Guilty（紅 瑪利亞）
- 鬼太郎第5期（蕾）
- 楚楚可憐超能少女組（女子高生）
- 守護甜心!（詩音）
- BLASSREITER（Snow）
- CLANNAD 〜AFTER STORY〜（古河渚）
- 神薙（大河內紫乃）
- 北斗神拳 拉歐外傳 天之霸主（蕾娜）

2009年
- 鋼殼都市雷吉歐斯（菲莉·罗斯）
- 穿越宇宙的少女（神樂）
- 大正野球娘（小笠原晶子）
- 花冠之泪（莫爾嘉）
- 咲-Saki-（宫永照）
- 豹头王传说（琳达）
- 狼與辛香料II（諾兒菈·艾倫）
- 青花（杉本公理）
- 麵包超人（小稀飯〈第2代〉）

2010年
- 大小姐×执事!（Selnia＝伊织＝Frame heart）
- 刀語（鑢七实）
- FAIRY TAIL魔導少年（茱比亞·洛克沙）
- 戰鬥陀螺 鋼鐵奇兵 爆（メイメイ）
- 無頭騎士異聞錄 DuRaRaRa!!（贄川春奈）
- Angel Beats!（音無初音）
- 聖痕煉金士（Q）
- 大神與七位夥伴（麗狐）
- 半妖少女綺麗譚（西王母桃（石榴））

2011年
- 緋彈的亞莉亞（高天原佑彩）
- 世界一初戀（佐伯）
- 迴轉企鵝罐（連雀）
- 境界線上的地平線（武藏（自動人形总舰长））

2012年
- 人類衰退之後（我）
- Muv-Luv Alternative Total Eclipse（篁唯依）
- 向陽素描（有澤）
- AKB0048（第9代 宮澤佐江/第10代 宮澤佐江）
- 天才麻將少女 阿知賀篇 episode of side-A（宫永照）
- 戰國Collection（純愛天使・直江兼續）
- 最強學生會長 異常（蛇籠飽）

2013年
- AKB0048 next stage（第10代 宮澤佐江）
- 果然我的青春戀愛喜劇搞錯了。（雪之下陽乃）
- 人魚又上鉤（利維雅）
- 戀曲寫真（室戶亞岐）
- SERVANT×SERVICE（三好沙耶）
- 有頂天家族（下鴨矢四郎）
- KILL la KILL（今川）
- 青春紀行（婚約者）

2014年
- 天才麻將少女 全國篇（宫永照）
- 中二病也要談戀愛！戀（眠睡）
- 噬血狂襲（妮娜·亞迪拉德）
- FAIRY TAIL（2014年版）（茱比亞·洛克沙）
- 魔法科高中的劣等生（市原鈴音）
- 一週的朋友（藤宮志穗）
- 目隱都市的演繹者（楯山文乃／Ayano）
- RAIL WARS!（五能瞳）
- 月刊少女野崎君（鹿島遊）
- 精靈使的劍舞（葛雷沃絲·雪爾麥斯）
- 狼少女和黑王子（佐田怜香[3]）
- SHIROBAKO（興津由佳、中春鳴、前輩OL B）
- 臨時女友（有栖川小枝子）
- 刀劍神域Ⅱ（薇兒丹蒂）
- GUNDAM G之復國運動（芭拉拉·佩羅）

2015年
- 血型小將ABO 2（AB型女）
- CROSSANGE 天使與龍的輪舞（拉米亞）
- 不起眼女主角培育法（澤村小百合）
- The Rolling Girls（一條美沙）
- 果然我的青春戀愛喜劇搞錯了。續（雪之下陽乃）
- 魔法少女奈葉ViVid（缇雅娜·兰斯特、梅格奴·阿尔菲诺）
- 關於完全聽不懂老公在說什麼的事情 第二期（後輩）
- 俺物語！！（佐藤）
- 山田君與7人魔女（芋子、君島華蓮）
- 亂步奇譚 拉普拉斯的遊戲（花菱、陪酒女A）
- Charlotte（白柳弓）
- 無頭騎士異聞錄 DuRaRaRa!!×2 轉（贄川春奈）
- 學戰都市Asterisk（天霧遙）
- 緋彈的亞莉亞AA（高天原佑彩）
- 血型小將ABO 3（AB型女）
- 新哆啦A夢（芳美、花、女性）

2016年
- 無彩限的幻影世界（謎）
- 無頭騎士異聞錄 DuRaRaRa!!×2 結（贄川春奈）
- 最弱無敗神裝機龍（萊格莉·巴爾哈特）
- 學戰都市Asterisk 第2期（天霧遙）
- Ragna Strike Angels（柊理緒）
- 美少女戰士Crystal Season III 死亡毀滅者篇（西村麗華）
- 鬼牌遊戲（野上百合子）
- 少年女僕（日野葉子）
- 在下坂本，有何貴幹？（藤田惠）
- 高校艦隊（宗谷真霜）
- RS計劃 -Rebirth Storage-（三島雪）
- Qualidea Code（千種夜羽）
- 槍彈辯駁3 －The End of 希望峰學園－ 未來篇（雪染千紗）
- 槍彈辯駁3 －The End of 希望峰學園－ 絕望篇（雪染千紗）
- 双星之阴阳师（雾之峰清水）
- 少女編號（苑生櫻）
- Lostorage incited WIXOSS（阪奈的母親）
- 烏龍麵之國的金色毛毬（大石凜子、三隻小豬的店員、害羞的花、旁白、烏鴉1）

2017年
- 風夏（山田經紀人）
- 有頂天家族2（下鴨矢四郎）
- Fate/Apocrypha（六導玲霞）
- 潔癖男子青山！（小田切美緒）
- 咕嚕咕嚕魔法陣（花之精靈B）
- 奇諾之旅 -the Beautiful World- the Animated Series（旅行的女性）
- 結城友奈是勇者 -鷲尾須美之章-
- 名侦探柯南（南部玲亚）

2018年
- 刀使之巫女（羽鳥繪麻）
- 伊藤潤二驚選集（咲山綠）
- 劍王朝（夜策冷）
- 童話魔法使（葉月的生母／灰姑娘）
- 霸穹 封神演義（賈氏）
- 妖精森林的小不點（白夜）
- 偶像活動Friends！（圓城寺環）
- 工作細胞（黃色葡萄球菌）
- Happy Sugar Life（三星的母親）
- 終將成為妳（箱崎理子[4]）

2019年
- 環戰公主（黑田綾奈）
- 家有女友（藤井純）
- 偶像學園Friends！～閃耀的寶石～（圓城寺環）
- 彼方的阿斯特拉（艾瑪·史普林格）
- 決鬥大師！！（ブータン）
- COP CRAFT（傑米·奧斯汀[5]）
- 博多明太!麻辣子醬（炊子）
- Re:Stage！Dream Days♪（齋野靜香）
- 為了女兒，我說不定連魔王都能幹掉。（海米涅）
- 普通攻擊是全體二連擊，這樣的媽媽你喜歡嗎？（梅迪媽媽）
- 超人高中生們即便在異世界也能從容生存！（薇諾娜）
- 碧藍航線（赤城[6]）
- 偶像學園 on Parade！（圓城寺環）
- 巴比倫（正崎人美）

2020年
- 魔法紀錄 魔法少女小圓外傳（梓美冬）
- 社長，戰鬥的時間到了！（股長女神）
- 魔王學院的不適任者～史上最強的魔王始祖，轉生就讀子孫們的學校～（貓頭鷹）
- 女武神的餐桌（希兒·芙樂艾）
- 果然我的青春戀愛喜劇搞錯了。完（雪之下陽乃）
- 弩級戰隊HXEROS（觸手蟲）
- 名偵探柯南（牧村希美）
- Re：從零開始的異世界生活 2nd season（賽赫麥特）
- 暮蟬悲鳴時 業（龍宮礼奈）
- 無能力者娜娜（犬飼美智留、中島七雄〈幼少期〉）

2021年
- 花樣滑冰Stars（阿部）
- 怪病醫拉姆尼（理央的母親）
- 影宅（瑪莉蘿絲、蘿絲瑪莉）
- 憂國的莫里亞蒂（瑪麗·摩斯坦）
- 暮蟬悲鳴時卒（龍宮禮奈）
- 魔法科高中的優等生（市原鈴音）
- 魔法紀錄 魔法少女小圓外傳 2nd SEASON -覺醒前夜-（梓美冬）
- 女武神的餐桌II（希兒·芙樂艾）
- Tropical-Rouge！光之美少女（昂妮忒／綠洲天使）
- 宿命迴響：命運節拍（母親）
- 白金終局（明日的母親）
- 鍵等（古河渚）
- 三角窗外是黑夜（古住）
- 白沙的Aquatope（三浦響子）
- 陰陽眼見子（謎之鬼怪／善的母親）

2022年
- 幻想三國誌 -天元靈心記-（洵喬）
- CUE!（安藤紗月）
- 現實主義勇者的王國重建記（希提·諾古）
- 魔法紀錄 魔法少女小圓外傳 Final SEASON -淺夢的黎明-（梓美冬）
- 小鳥之翼（神宮寺絹江[7]）
- 魔法使黎明期（賽維爾的母親）
- 影宅 -2nd Season-（瑪莉蘿絲、蘿絲瑪莉[8]）
- 天籟人偶（櫻花）
- 組長女兒與保姆（櫻樹美幸[9]）
- BORUTO-火影新世代-NARUTO NEXT GENERATIONS-（華華花）
- 後宮之烏（壽雪的母親）
- BLUE LOCK 藍色監獄（潔伊世）
- 我想成為影之強者！（席德的母親）
- 點滿農民相關技能後，不知為何就變強了。（露希卡·韋恩[10]）

2023年
- 被解僱的暗黑士兵（30多歲）開始了慢生活的第二人生（朵洛耶[11]）
- 阿魯斯的巨獸（巴班的妻子[12]）
- 關於我在無意間被隔壁的天使變成廢柴這件事（椎名小夜）
- 東京復仇者（母親）
- 在地下城尋求邂逅是否搞錯了什麼IV（阿斯特莉亞[13]）
- 小鳥之翼（第2期）（神宮寺絹江）
- 在異世界獲得超強能力的我，在現實世界照樣無敵～等級提升改變人生命運～（神崎凜[14]）
- 黃金神威（紀子）
- 轉生貴族的異世界冒險錄～不知自重的眾神使徒～（璐莉）
- 白聖女與黑牧師（蕾貝卡[15]）
- 柚木家的四兄弟（柚木千惠子、七星）
- 大小姐和看門犬（關谷香織[16]）
- 明日方舟 冬隱歸路（煌[17]）
- 川越男子歌唱團（矢澤的母親）
- 不死不運（力的母親）

2024年
- 月光下的異世界之旅 第二幕（莉莉·弗蘭德·古里多尼亞[18]）
- 反派千金等級99～我是隱藏頭目但不是魔王～（王妃）
- 公主殿下，「拷問」的時間到了（露倫[19]）
- 死神少爺與黑女僕 第3期（莉茲[20]）
- 狼與辛香料 MERCHANT MEETS THE WISE WOLF（諾兒菈·艾倫[21]）
- FAIRY TAIL魔導少年 百年任務（茱比亞·洛克沙）
- 曾經、魔法少女和邪惡相互為敵。（深森白夜[22]）
- 學姊是男孩（花岡美香[23]）
- 異世界失格（伊夏[24]）
- 神之塔（第2期）（索菲亞·雅瑪耶[25]）
- 七龍珠大魔（布瑪〈迷你〉[26]）
- 美妙寵物 光之美少女（石榴[27]）
- 平凡職業造就世界最強 season3（琉堤莉斯・哈爾崔那）

2025年
- 遲早是最強的鍊金術師？（瑪莎）
- 最弱技能《果实大师》 ～关于能无限食用技能果实（吃了就会死）这件事～（塞莉卡·伯鲁斯特）
- 直至魔女消逝（蕾切爾）
- 我們不可能成為戀人！絕對不行。（※似乎可行？）（玲奈子的母親）
- 阿松（西瓜星人）
- 轉生後的我成了英雄爸爸和精靈媽媽的女兒（奧莉珍[28]）
- 無職英雄（法菈[29]）

2026年
- 公主殿下，「拷問」的時間到了（第2期）（露倫[30]）

### OVA
- 暮蟬悲鳴時 禮（龍宮禮奈）
- 暮蟬悲鳴時 煌（龍宮禮奈）
- 暮蟬悲鳴時 擴（龍宮禮奈）
- 夢想夏鄉 -A Summer Day's Dream-（博麗靈夢）
- 電波系彼女 ~幸福的遊戲~（斬島雪姬）

2005年
- 妹妹戀人（結城郁）

2011年
- FAIRY TAIL（茱比亞·洛克沙）

2013年
- 人魚又上鉤（利維雅）※漫畫第9集附DVD特裝版

2015年
- SHIROBAKO 劇中劇動畫「第三飛行少女隊」（オリビエ）

2016年
- FAIRY TAIL 妖精們的懲罰遊戲（茱比亞·洛克沙）
- FAIRY TAIL 納茲vs.梅比斯（茱比亞·洛克沙）
- FAIRY TAIL 妖精們的聖誕節（茱比亞·洛克沙）

2018年
- 噬血狂襲III（妮娜·亞迪拉德）

### 剧场版
- 劇場版CLANNAD - 古河渚
- 薄暮传说 - 艾斯特丽洁
- 蒼藍鋼鐵戰艦 -ARS NOVA- Cadenza- 大和
- FAIRY TAIL魔導少年 鳳凰巫女 - 茱比亞·洛克沙

2020年
- 劇場版 SHIROBAKO - 興津由佳[31]

### 網路動畫
2013年
- 獨眼巨人少女齋楓：齋藤楓香

2017年
- 劍王朝 - 夜策冷

2018年
- 惡魔咩姆咩姆 - 房東

2024年
- 雀魂 槓！！（卡維[32]）

### 遊戲
- 傳說對決 - 特爾安娜絲 次元突破
- 公主聯盟 - ユグドラ
- 青淚 - ジン・ユリ
- 天使檔案 - カロリナ
- CLANNAD - 古河渚
- 交響樂之雨 - 朵魯蒂尼妲·費瑞、雅琍耶妲·費瑞
- Myself;Yourself - 星野愛紗美（又名星野麻美）
- 傳頌之物~逝去者的搖籃曲 - 柚葉
- 暮蟬悲鳴時系列 - 龍宮禮奈
  - 暮蟬悲鳴時祭／暮蟬悲鳴時祭 碎片遊戲
  - 暮蟬悲鳴時絆
  - 暮蟬悲鳴時粹
  - 暮蟬悲鳴時奉
- 舞-HiME系列 - 鴇羽舞衣
- 日本一軟體所發行的遊戲系列 - 普莉葉／魔王普莉葉
  - ラ・ピュセル光之聖女傳說
  - 魔界戰記系列
  - 普利尼2 ～特攻遊戯! 暁のパンツ大作戦ッス!!～
- 幸運☆星 - 柊司
- 狀況開始！ - 長船真織
- 君吻 - 栗生惠
- 超魔法大戰 -
- 掃除戰隊Clean Keeper - 秋葉瑠璃
- 問答魔法學院DS - 萊拉
- 天地之門 -
- 宵星傳奇 -
- Close to ～祈願之丘～ - 汐見翔子
- 符文工厂3 -新牧场物语- - 乌露露法（クルルファ）
- 摔角天使生存者 - （マイティ祐希子、永沢舞）
- 摔角天使生存者2 - （マイティ祐希子、永沢舞）
- Canvas3 ～淡色的粉筆畫～ - （束原觀那）
- Que～エンシェントリーフの妖精～ - （小山内日向、リト）
- ソウルクレイドル 世界を喰らう者 - （ドリーシュ）
- Black Rock Shooter The Game - （米）
- 戀曲寫真 - 室戶亞岐
- 英雄傳說 軌跡系列（米蕾優）
  - [PS VITA] 英雄傳說 零之軌跡 Evolution
  - [PS VITA] 英雄傳說 碧之軌跡 Evolution
- 白貓Project - 梨香
- 白貓Project - 丹翡
- 白貓Project - 菲依
- SNK系列遊戲 - 娜可露露 （ナコルル，Nakoruru）
  - 拳皇XIV
  - SNK女傑狂熱大亂鬥
  - 侍魂 曉
  - 拳皇全明星
  - 拳皇XV
- CLOSERS - 微歐莉特
- 少女前線 - 9A-91
- 戰艦少女R - 狮(戰列艦)
- 碧藍航線 - 赤城(凰)
- Sdorica -sunset- - 荷絲緹雅、法蒂瑪
- 碧蓝幻想 - 欧罗巴
- 崩壞3rd - 希兒·芙樂艾
- 明日方舟 - 煌
- 閃耀暖暖 - 洛洛梨
- 雀魂麻將 - 卡維、澤尼婭、宮永照
- 聖火降魔錄 英雄雲集 - 艾蕾米雅、瑪莉卡
- 永恆冒險 - 波塞頓
- 精神病大王花 - 茉莉
- 魔法禁书目录 幻想收束 - 木原唯一
- 崩壞：星穹鐵道－希兒
- 鳴潮－坎特蕾拉
- 寶可夢大師－朝蜜

### 外語配音

#### 電影
- 師弟出馬（秀姐〈李麗麗 飾演〉）※2014年新錄製影碟版。

### DramaCD
- - 蕪木那伽
- 笨蛋，測驗，召喚獸 - 姬路瑞希
- beatmania IIDX ROOTS26S - 水城セリカ
- 世界麻烦剧场 童话 卖火柴的小女孩 - 绫濑真纪
- Blood Alone Sound Drama - 美咲
- Are you Alice? - アリス・リデル

### VOMIC
- CRASH! - 白星花（集英社 RIBON月刊）
- 食戟之靈 - 薙切繪理奈

### CD
- ホームワーク（發售日：2004年2月4日）
- 舞-HiME 角色曲 Vol.1 - 愛しさの交差点（發售日：2004年8月4日）
- ロマンス（發售日：2004年11月3日）
- エチュード（發售日：2005年3月2日）
- ミニシアター（發售日：2005年5月11日）
- タクティカルロア片尾曲 ふたりぼっち／モノクローム（發售日：2006年2月8日）
- ファンタジア（發售日：2006年9月27日）
- Chronicle（發售日：2006月12月21日，演出者為中原麻衣與清水愛）

### 廣播劇CD
- 漂亮怪獸（青葉·矢島）
- 小書痴的下剋上：為了成為圖書管理員不擇手段！
  - 廣播劇CD（喬琪娜[33]）
  - 廣播劇CD2（多莉、懷斯[34]）
- 落花流水（葉山秋穗[35]）

### 布袋戲
2016年
- Thunderbolt Fantasy 東離劍遊紀（丹翡）

2018年
- Thunderbolt Fantasy 東離劍遊紀2（丹翡）

### 其他
- 東京臨海新交通百合鷗號有明站的站內廣播
- 日劇女主播聯盟 - 第8集特別來賓（以本人身分演出）

## 來源
1. ↑  講談社BOXゲスト・レビュアー:第6回 中原麻衣(声優) （页面存档备份，存于）（Amazon.co.jp 講談社ストアに掲載の対談形式インタビュー）。（日語）
2. ↑  日本ナレーション演技研究所 田村知久さんインタビュー - スクールガイド - アニメイトTV （页面存档备份，存于）（日語）
3. ↑  . .   [2025-07-27] （日语）.
4. ↑  . 電視動畫「終將成為妳」官方網站.   [2018-10-05]. （原始内容存档于2020-05-07）.
5. ↑  . 電視動畫「COP CRAFT」官方網站.   [2019-04-18]. （原始内容存档于2020-12-01）.
6. ↑  . 電視動畫「碧藍航線」官方網站.   [2019-07-23]. （原始内容存档于2019-12-19）.
7. ↑  . 電視動畫《小鳥之翼》官方網站. 2022-02-18  [2022-02-18]. （原始内容存档于2022-03-16） （日语）.
8. ↑  . Comic Natalie. 2022-06-02  [2022-06-02]. （原始内容存档于2022-07-14） （日语）.
9. ↑  . Comic Natalie. 2022-02-08  [2022-02-08]. （原始内容存档于2022-02-25） （日语）.
10. ↑  . Comic Natalie. 2022-08-24  [2022-08-24]. （原始内容存档于2022-09-03） （日语）.
11. ↑  . Comic Natalie. 2022-11-18  [2022-11-18]. （原始内容存档于2022-11-18） （日语）.
12. ↑  . Comic Natalie. 2022-12-28  [2022-12-28] （日语）.
13. ↑  . Comic Natalie. 2022-10-01  [2022-10-01]. （原始内容存档于2022-10-02） （日语）.
14. ↑  . Comic Natalie. 2022-12-17  [2022-12-17] （日语）.
15. ↑  . Comic Natalie. 2022-12-15  [2022-12-15] （日语）.
16. ↑  . Comic Natalie. 2023-08-08  [2023-08-08]. （原始内容存档于2023-08-10） （日语）.
17. ↑  . Comic Natalie. 2023-09-20  [2023-09-20]. （原始内容存档于2023-09-29） （日语）.
18. ↑  . Comic Natalie. 2023-10-25  [2023-10-25]. （原始内容存档于2023-10-25） （日语）.
19. ↑  . Comic Natalie. 2023-11-21  [2023-11-21]. （原始内容存档于2023-11-20） （日语）.
20. ↑  . Comic Natalie. 2024-04-28  [2024-04-28]. （原始内容存档于2024-05-05） （日语）.
21. ↑  . Comic Natalie. 2024-03-14  [2024-03-14]. （原始内容存档于2024-03-19） （日语）.
22. ↑  . Comic Natalie. 2024-01-18  [2024-01-18]. （原始内容存档于2024-01-18） （日语）.
23. ↑  . Comic Natalie. 2024-06-09  [2024-06-09]. （原始内容存档于2024-06-12） （日语）.
24. ↑  . Comic Natalie. 2024-04-17  [2024-04-17]. （原始内容存档于2024-05-03） （日语）.
25. ↑  . Comic Natalie. 2024-09-01  [2024-09-01]. （原始内容存档于2024-12-25） （日语）.
26. ↑  . MANTANWEB. 2024-10-19  [2024-10-19] （日语）.
27. ↑  . 電視動畫《美妙寵物 光之美少女》官方網站.   [2024-08-18]. （原始内容存档于2024-08-27） （日语）.
28. ↑  . Comic Natalie. 2025-03-22  [2025-03-22] （日语）.
29. ↑  . Comic Natalie. 2025-08-01  [2025-08-01] （日语）.
30. ↑  . Comic Natalie. 2025-04-29  [2025-04-29] （日语）.
31. ↑  . 劇場版「SHIROBAKO」官方網站.   [2020-01-16]. （原始内容存档于2019-07-25）.
32. ↑  . Fami通. 2024-01-06  [2024-01-06]. （原始内容存档于2024-01-18） （日语）.
33. ↑  . TOブックス.   [2020-06-30]. （原始内容存档于2019-12-13） （日语）.
34. ↑  . TOブックス.   [2020-06-28]. （原始内容存档于2019-12-13） （日语）.
35. ↑  . 亞馬遜日本.   [2024-08-27] （日语）.

## 外部連結
- （日語）I'm enterprise內的介紹頁（页面存档备份，存于）
- 中原麻衣的X（前Twitter）